# Solanum
Solanum је велики род биљака из породице Solanaceae. У њега између осталих биљака спадају парадајз, кромпир и плави патлиџан.